# Ceresium signaticolle
Ceresium signaticolle is een keversoort uit de familie van de boktorren (Cerambycidae). De wetenschappelijke naam van de soort werd voor het eerst geldig gepubliceerd in 1932 door Matsumura & Matsushita.